# Cimetière militaire d'Agny
Le cimetière militaire d'Agny, en anglais Agny Military Cemetery, est un cimetière militaire de la Première Guerre mondiale, situé sur le territoire de la commune d'Agny, dans le département du Pas-de-Calais, au sud d'Arras.

## Localisation
Ce cimetière est situé au nord-ouest du village. On y accède, depuis la rue des Maraîchers, par un sentier d'une centaine de mètres.

## Histoire

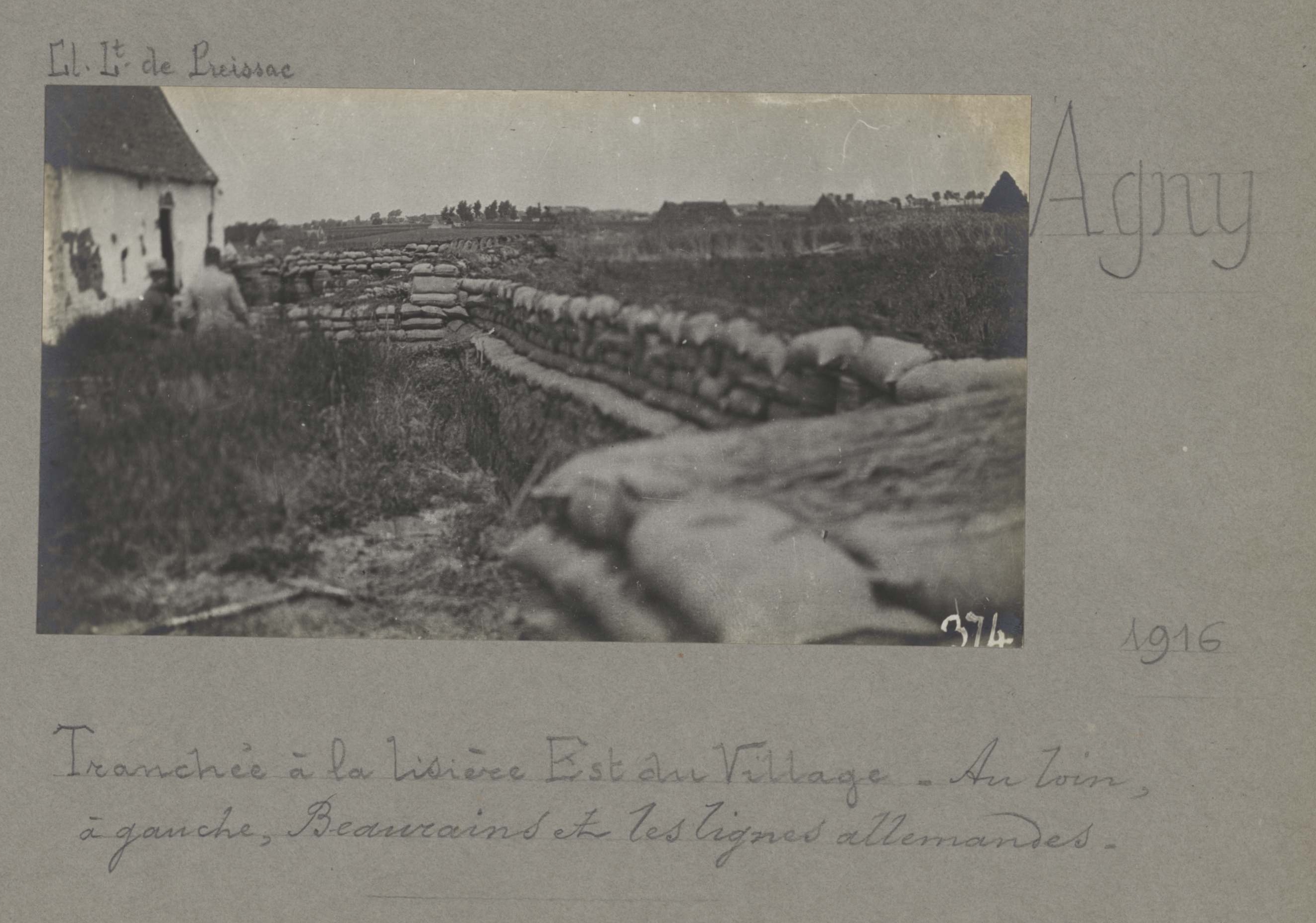
La ligne de front à Agny en 1916.

Le cimetière militaire d'Agny a été commencé par les troupes françaises et utilisé par les unités du Commonwealth et les ambulances de campagne de mars 1916 à juin 1917. 
Il comporte 408 sépultures du Commonwealth de la Première Guerre mondiale, dont 117 sont non identifiées, et cinq tombes allemandes.

## Caractéristiques
Ce cimetière a un plan rectangulaire de 75 m sur 30 m. Il est clos par une haie d'arbustes.
Il a été conçu par Edwin Lutyens et William Harrison Cowlishaw.

## Sépultures
| Pays        | Sépultures |
| ----------- | ---------- |
| Royaume-Uni | 407        |
| Australie   | 1          |
| Allemagne   | 5          |
| Total       | 413        |

## Galerie

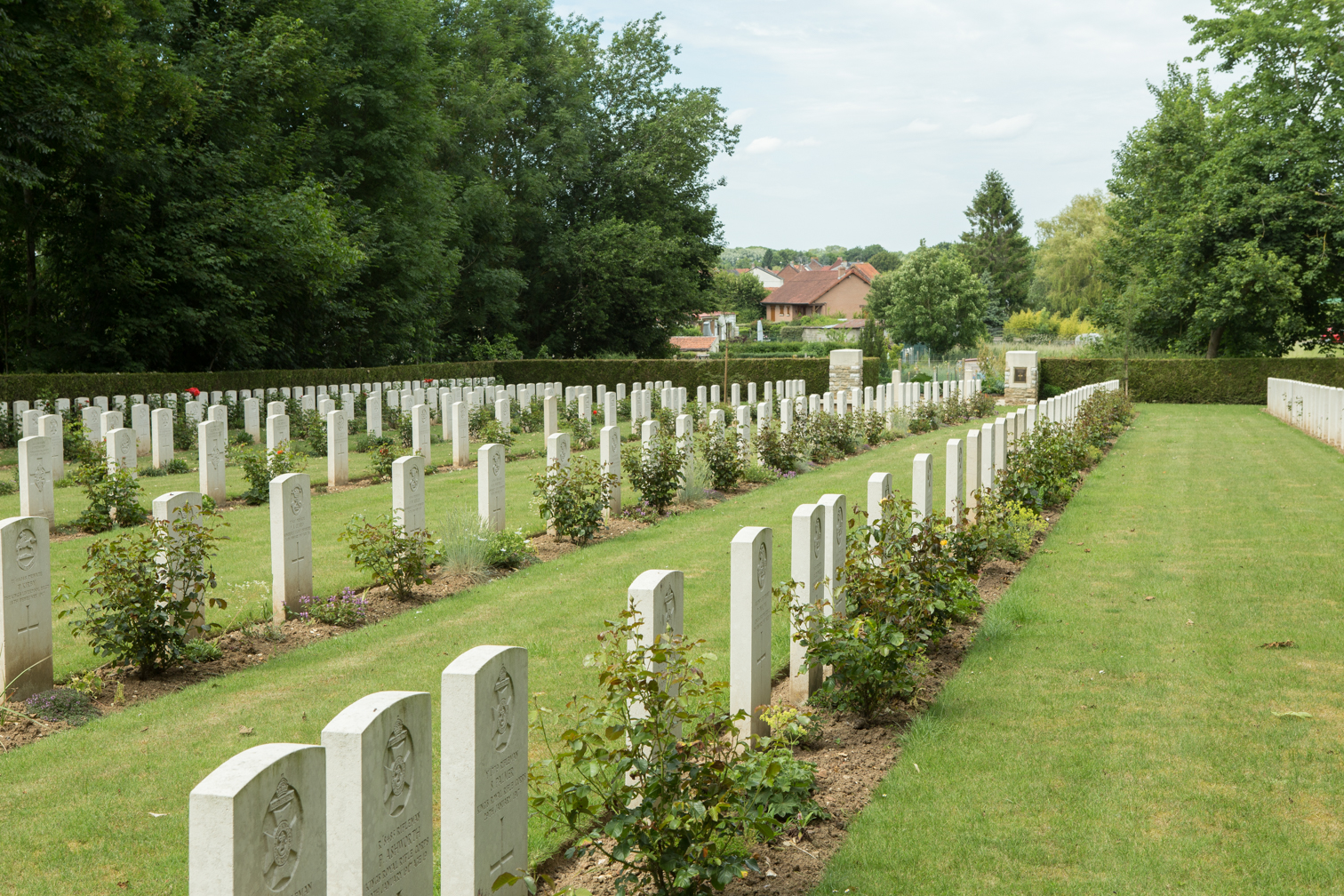
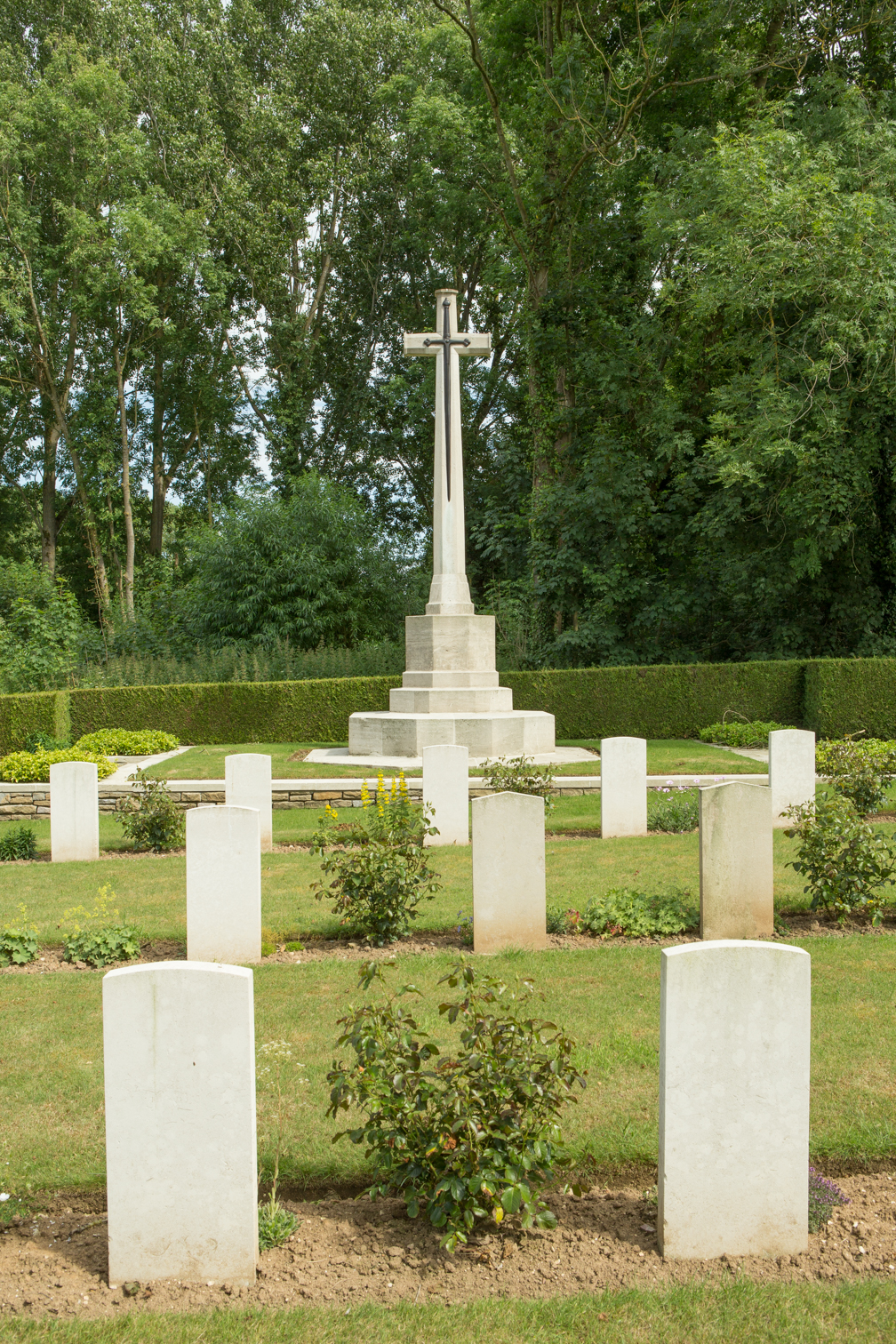
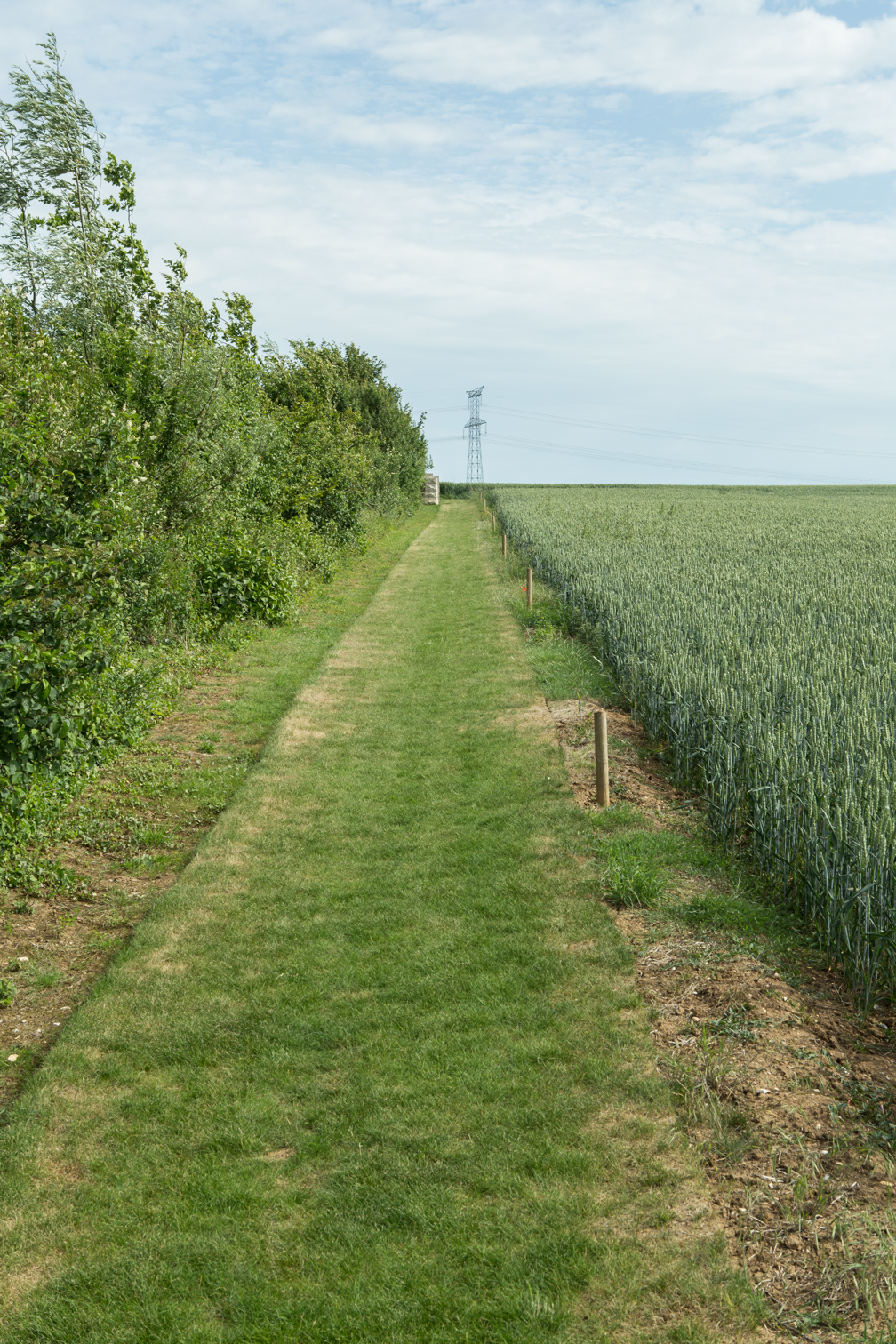
Le sentier d'accès au cimetière.
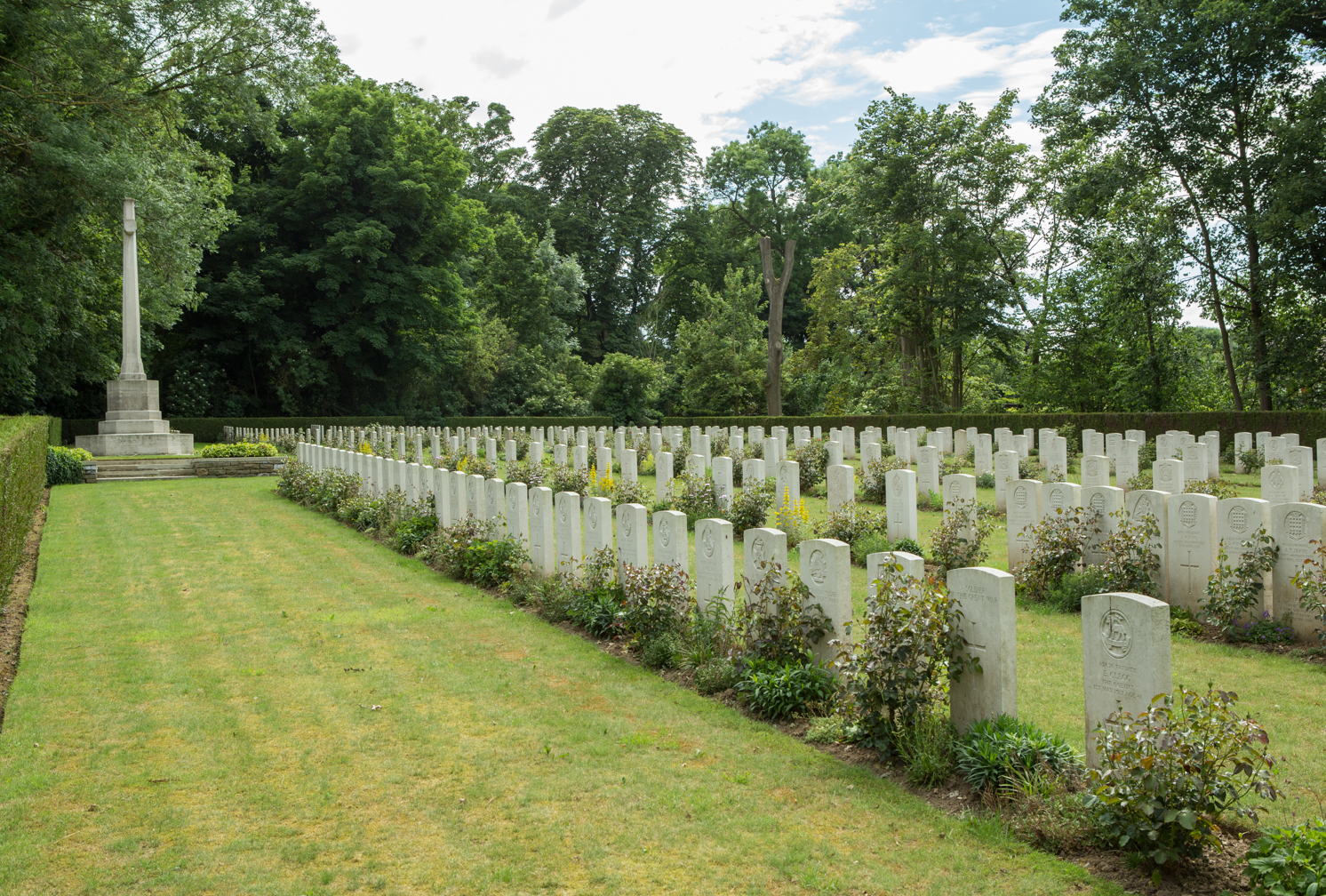
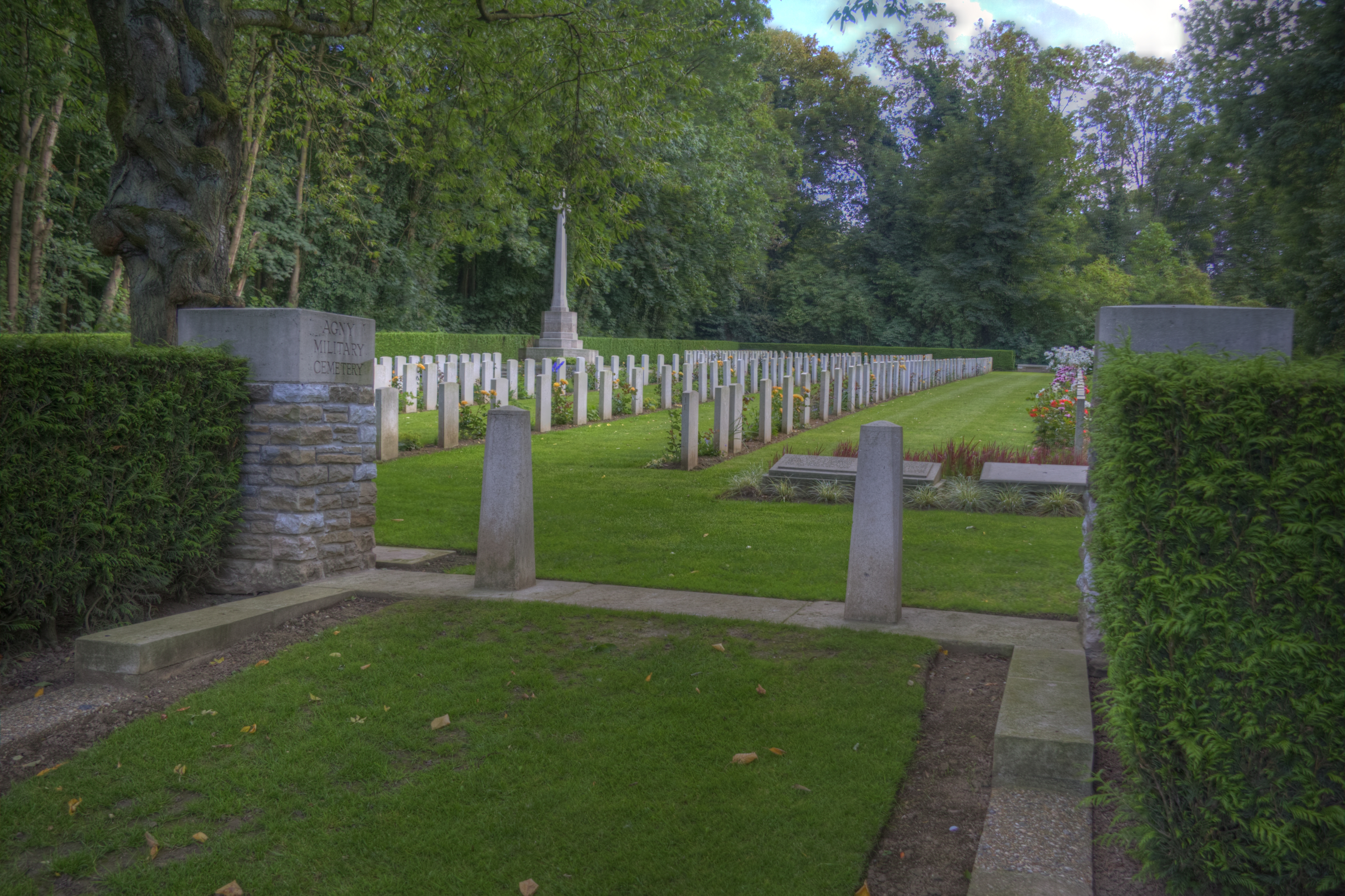
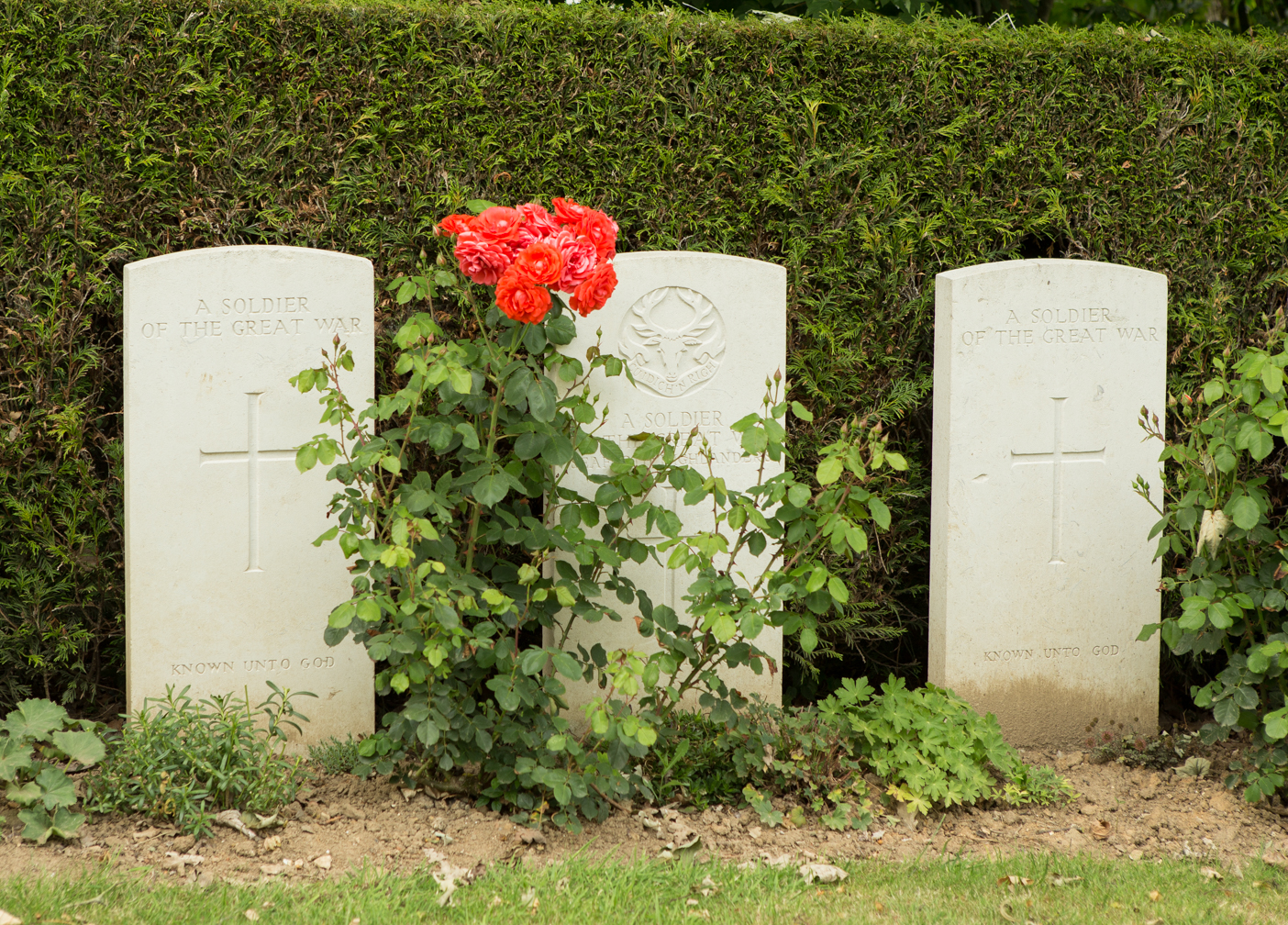

## Pour approfondir